# いちおし!九州沖縄
いちおし!九州沖縄（いちおし きゅうしゅうおきなわ）は、九州・沖縄のNHK各放送局で土曜朝に放送される地域情報番組のアンコール放送枠である。

## 概要
NHK九州沖縄ブロックでは、2009年度まで定時放送枠とは別に『九州沖縄アンコールアワー』が放送され、視聴者からのリクエストにより地域情報番組のアンコール放送を行った。しかし、編成枠がとりづらくなり、2009年度については放送実績がほとんどなかった。そこで、2010年度の改編で土曜昼前が完全な地域枠となったことを受け、この時間帯を新たな放送枠として位置づけることとし、『アンコールアワー』についてもこの枠で吸収することにした。
内容としては、金曜夜に放送される地域番組の再放送を基本とするが、その枠で放送がなかった場合などは別時間帯の九州・沖縄関連番組なども放送する。2012年度、沖縄県は本土復帰40年・開局70年の特別編成に伴い『仕事ハッケン伝』『地球イチバン』を前半枠に振り替えたため10:50に一部飛び乗る形となった。
その後、2021年度まで10:55(11:22までの27分)、2022年度から2023年度まで11:15(11:42までの27分)、2024年度からの11:25(11:50までの25分)開始に変更となっている。
放送終了後、NHKプラスの「ご当地プラス（九州・沖縄エリア）」において見逃し配信の対象となっている。（2週間視聴可能）

## この枠での放送対象
全てが扱われるとは限らない。
- The Life（福岡）
- #てれふく（福岡）
- ウオカツ!（福岡）
- キミだけ応援団（福岡）
- SAGA SOUL-さが魂-（佐賀）
- 長崎スペシャル（長崎）
- くまもとの風（熊本）
- @おおいた（大分）
- ぶんぶん探検隊（大分）
- プラスみやざき（宮崎）
- かごスピ（鹿児島）
- きんくる 〜沖縄金曜クルーズ〜（沖縄）

また、以前は日曜に放送された九州・沖縄地区の「放送番組審議会だより」も独立番組扱いながらこの枠に移る。
過去
- 九州沖縄スペシャル（原則としてこれのみが再放送扱い。『トンコツTV』は別枠の場合があった）
- きん☆すた（原則としてこれのみが再放送扱い）
- 福岡にんげん交差点（福岡県）
- 実感ドドド!@福岡（福岡）
- 北九州スペシャル、北九州×クロス（北九州）
- さがんスペシャル、佐賀イズム、がばい元気宣言、金サガ、月刊 発見佐賀!食べごろギュッとくん（佐賀）
- でんでらフライデー、長崎人（じげもん）（長崎）
- ししまるTV、県民参加型バラエティ「GAP!」、スイッチ↑、フカナビ!オオイタ、フカイロ!（大分）
- 宮崎夢追い人、宮崎熱時間（宮崎）
- かごしま熱風録、かごしま大作戦（鹿児島）
- Mi/Do/Ri 〜緑遊のすすめ〜（九州沖縄関係分のみ）
- こんなステキなにっぽんが（同上）